# David Kock
David Kock, född omkring 1675, död 17 april 1744 i Stockholm, var en svensk porträtt- och djurmålare samt kopist. 
Han var antagligen lärjunge till David von Krafft, men påminner stilistiskt snarare om David Klöcker Ehrenstrahl. På Gripsholm finns av honom ett tjugutal porträtt samt flera "konterfej" av hovets hundar, kattor, exotiska djur och växter. I ett av rummen i norra flygeln av Stockholms slott satt 1816 och förmodligen åtskilligt senare en plafond av Kock, allegoriskt förhärligande Fredrik I och Ulrika Eleonora. Kock kan påvisas mellan 1720 och 1750. Kock är representerd vid Nationalmuseum